# Personaggi secondari di Sex and the City
Questa voce descrive i personaggi secondari del telefilm statunitense Sex and the City, trasmesso dalla rete HBO dal 1998 al 2004 e in Italia da LA7 in chiaro e dai canali satellitari Jimmy e Paramount Comedy.

## Amici

### Stanford Blatch
Interpretato da Willie Garson, è l'amico gay di Carrie che lavora come agente di talenti. Paragonabile a Carrie come gusti in quanto a moda e abbigliamento, è l'unico personaggio secondario cui talvolta il telefilm dedica una storia e rappresenta il punto di vista di un omosessuale circa sesso e amore. Stanford è un personaggio altamente stereotipato: basso, sovrappeso e quasi calvo, veste in maniera molto elegante (spesso però con abiti dal colore sgargiante) ed usa un linguaggio elegante e raffinato. Frequenta spesso i locali gay ma non ha tanti amici anche a causa della sua timidezza. Molto spesso partecipa alle discussioni delle quattro protagoniste (qualcuno lo ha per questo definito "la quinta signora" dello show) e ci tiene ad esprimere il punto di vista omosessuale riguardo a tutte le vicende. Nelle ultime due stagioni è insieme ad un ballerino di Broadway, Marcus Adente. Detesta l'amico, sempre omosessuale, di Charlotte, Anthony Marentino (secondo lui Anthony è una "checca"), che però finisce con lo sposare nel secondo film ispirato alle serie.

### Anthony Marentino
Interpretato da Mario Cantone, è l'amico gay di Charlotte che ella ha modo di conoscere quando allestisce il suo primo matrimonio. Lo conosce tramite Samantha e, anche dopo il matrimonio, l'amicizia con Charlotte non si spegne e spesso si ritrova a consolarla e offrirle un po' di sostegno. Ha sempre covato odio per Stanford (per bruttezza lo ha paragonato a Danny DeVito), per quanto non si abbia modo di capirne il motivo, per poi però arrivare a sposarlo nel secondo film ispirato alla serie.

### Magda
Interpretata da Lynn Cohen, è una colf ucraina ingaggiata nella terza stagione da Miranda per le faccende domestiche; successivamente accudirà anche il figlio di Miranda, quando lei è fuori casa. La sua visione tradizionalista della casa e della famiglia spesso cozza con la mentalità di Miranda, ma altre volte le fornisce saggi consigli.

## Le relazioni di Carrie

### Mr. Big
Mr. Big, nato il 30 agosto 1958 è interpretato da Chris Noth.
Appare nel primo episodio ed è il primo fidanzato di Carrie, da lei considerato l'uomo della sua vita sin dal primo momento e che tuttavia non sempre riesce a soddisfare le sue esigenze emotive. Il suo vero nome è John James Preston (vedi sotto), chiamato semplicemente Big, è un economista facoltoso (Samantha lo definisce "il futuro Donald Trump"). Si dice che il personaggio sia stato creato ispirandosi alla figura di Ron Galotti, editore newyorkese molto festaiolo e gran playboy, nonché ex fidanzato dell'autrice del libro "Sex and the City", Candace Bushnell. La sua relazione con Carrie si interrompe una volta nella prima stagione poi riprende e finisce ancora nella seconda stagione. Successivamente Big si sposa con una ventenne che lavora per Ralph Lauren, Natascha. Dopo sette mesi di matrimonio Carrie comincia a rifrequentarlo, ancora sposato, mentre stava con Aidan: nonostante Carrie decida di troncare in breve tempo il rapporto, la scappatella costerà a lei la rottura con Aidan e a Big il divorzio. Questi si trasferisce quindi in California (dove Carrie lo visiterà una volta quando andrà a San Francisco per lavoro); ma ritorna a New York per un'angioplastica e Carrie spera di poter ripristinare la loro vecchia relazione, ma invano.
Al termine della sesta stagione torna da Carrie, la quale, felice per il trasloco a Parigi con il suo corrente fidanzato Aleksandr Petrovsky, lo abbandona in malo modo. Deciso a far valere i propri sentimenti, Big chiede aiuto a Miranda, Samantha e Charlotte, che lo invitano a recarsi a Parigi di persona. Una volta giunto nella capitale francese, Big trova Carrie ferita dalla recentissima rottura con Petrovsky e insieme ripartono per New York, dichiarandosi reciprocamente il proprio amore.
Il vero nome di Big è rivelato nell'ultima scena della serie, quando appare sul display del telefono cellulare di Carrie: si chiama John. Il cognome invece non verrà mai rivelato nel corso della serie televisiva, ma soltanto nel film, in cui viene rivelato anche il secondo nome di Big: il nome completo è John James Preston.
È un uomo alto, dai capelli scuri, i lineamenti marcati, fuma sigari cubani Cohiba e veste sempre elegante; malgrado la sua solida apparenza, in realtà è un uomo insicuro e indeciso, non pronto a impegnarsi con Carrie né a lasciarla del tutto. Questo costerà alla protagonista molte sofferenze, che però riuscirà a superare grazie alle sue amiche di sempre.

### Aidan Shaw
Interpretato da John Corbett, è fidanzato con Carrie nella terza stagione. Aidan è un giovane realizzatore di mobili e conosce Carrie quando lei si reca nel suo negozio. I due cominciano una storia e lui arriva a convincerla a smettere di fumare, ma poi lei incontra Big e tradisce Aidan più volte. Dopo averglielo rivelato, lui la lascia. Si ritrovano tempo dopo e riprovano a stare insieme, arrivando ad un passo dal matrimonio, ma Carrie alla fine si tira indietro e l'uomo, offeso, decide di lasciarla. In seguito sposa una disegnatrice di mobili dalla quale ha tre bambini (questo rivelato solo nel secondo film).

### Jack Berger
Interpretato da Ron Livingston, è la controparte maschile di Carrie: intelligente e brillante, anche lui è uno scrittore, ma la sua carriera è in discesa mentre quella di Carrie è in rapida ascesa. Hanno una relazione molto intima, e condividono molto, essendo caratterialmente molto simili. Quando però lui viene licenziato dal proprio editore e Carrie riceve invece un cospicuo assegno, i due prendono un periodo di pausa, al termine del quale lui la lascia con il memorabile post-it attaccato allo schermo del computer: "I'm sorry, I can't. Don't hate me", ovvero "Mi spiace, non posso. Non odiarmi".

### Aleksandr Petrovsky
Interpretato da Michail Baryšnikov, è un artista russo un po' attempato, che si fidanza con Carrie nella sesta stagione. Romantico e all'antica, mostra a Carrie il suo modello di relazione, ma la donna si trova in difficoltà quando lui afferma di non volere figli oltre a quella che ha già. Quando parte per Parigi per la sua mostra personale chiede a Carrie di andare a vivere con lui, e lei, non senza soffrire, accetta. Dopo un po' di tempo a Parigi, Carrie capisce che lei verrà sempre dopo la sua vita e la sua arte, e decide di lasciarlo per tornare a New York.

## Le relazioni di Miranda

### Skipper Johnston
Interpretato da Ben Weber, è un caro amico di Carrie, estremamente romantico e impacciato con l'altro sesso. Dopo che Carrie gli presenta l'amica Miranda, i due hanno una breve storia, ma lei lo lascia non sopportando il suo essere sempre servizievole, ritrovandosi successivamente sedotta quando lui non vuole più stare con lei.

### Steve Brady
Interpretato da David Eigenberg, è un barista che Miranda conosce in un bar, mentre litiga con Carrie al cellulare; i due passano insieme una notte e poi cominciano una relazione, troncata a causa di stili di vita troppo differenti. Un secondo tentativo fallisce, ma Miranda e Steve rimangono comunque molto legati, tanto che lei gli sta vicino quando lui affronta una difficile operazione per un cancro al testicolo. Dopo un'ultima notte d'amore Miranda rimane incinta, ma decide di non mettersi con Steve, che si fidanza con Debby; al primo compleanno di Brady i due si dichiarano amore e successivamente si sposeranno.

### Robert Leeds
Interpretato da Blair Underwood, è il medico sportivo degli Yankees e nuovo vicino di casa di Miranda, con cui intreccia una relazione nel corso della sesta stagione. Sembra essere l'uomo perfetto: ha successo, è brillante e sexy, ed è profondamente innamorato di Miranda. Quando arriva il momento di dichiararsi anche per Miranda, questa capisce di essere innamorata di Steve e lascia Robert.

## Le relazioni di Charlotte

### Trey Mac Dougal
Interpretato da Kyle MacLachlan, è un brillante medico di origine scozzese, primo marito di Charlotte che, volendo coronare il suo sogno, accetta di sposarlo solo dopo poche settimane dal loro primo incontro. Tutt'altro che perfetto nel rapporto di coppia (come lei lo aveva inizialmente immaginato ed idealizzato), accusa, all'inizio del matrimonio con Charlotte, problemi di impotenza che porteranno ad una prima rottura tra i due. Dopo la separazione Trey riesce, improvvisamente, a superare i suoi problemi con la sessualità e la coppia decide di riprovare a far funzionare il matrimonio. Entrambi decidono, inizialmente di comune accordo, di avere un figlio, ma dopo vari tentativi, Charlotte scoprirà di avere dei problemi di fertilità e inizierà a fare pressioni su Trey affinché lui sia più coinvolto nella questione e segua con lei un percorso specifico ai fini di poter avere una gravidanza. Trey, stressato dalla situazione, comunicherà a Charlotte di non essere sicuro di volere dei figli e lei, sentendo di non poter rinunciare alla maternità, deciderà di porre fine, definitivamente, al loro matrimonio.

### Harry Goldenblatt
Interpretato da Evan Handler, è l'avvocato che aiuta Charlotte con le pratiche per il divorzio dal primo marito. Calvo, sudaticcio ed estremamente peloso, si innamora di Charlotte dal primo istante in cui la vede. La donna cederà ed i due avranno una storia di una notte che lentamente si trasforma in un rapporto intimo e profondo, di stima e fiducia. Harry è ebreo, e Charlotte per amore decide di convertirsi per poterlo sposare. I problemi di fertilità che avevano già afflitto Charlotte nel corso del suo primo matrimonio verranno a galla anche questa volta e i due decideranno (dopo aver adottato un cane, Elizabeth Taylor) di mettersi in lista per l'adozione di una bambina cinese (cosa che tra l'altro Charlotte aveva già tentato di fare quando ancora era sposata con Trey, e che l'uomo non aveva approvato). Nel primo film Charlotte, felice madre adottiva della piccola Lily, scoprirà di essere incinta e lei e Harry avranno una bambina che chiameranno Rose.

## Le relazioni di Samantha

### James
Interpretato da James Goodwin, è un uomo che Samantha incontra in un jazz club. Per la prima volta, Samantha decide di non passare la notte con lui, fin quando non si saranno conosciuti meglio. Quando diventano intimi, Samantha scopre che lui è ipodotato e che non può soddisfarla. Affranta, poiché innamorata, lo rifiuta più volte, rifiutandosi di spiegargli il perché. Ad un colloquio con un analista, con la prospettiva di una lunga terapia, Samantha rivela il problema che ha con James, che risponde: "Hai mai pensato che forse è la tua vagina ad essere troppo grande"?

### Maria Diega Reyes
Interpretata da Sônia Braga, è una sensuale e affascinante artista lesbica che Samantha conosce ad una mostra. Maria è subito attratta da Samantha, la quale però, in principio, vorrebbe mantenere un rapporto di vera amicizia. Tuttavia, l'attrazione è così forte che poco tempo dopo le due si mettono insieme. In principio, Samantha apprende molto da questa relazione, soprattutto come creare un legame emozionale durante il sesso; successivamente però, Samantha è insoddisfatta perché Maria vuole principalmente parlare, mentre quest'ultima si sente a disagio con gli ex di Samantha. Le due si separano dopo aver fatto sesso con un dildo.

### Richard Wright
Interpretato da James Remar, è un ricco magnate alberghiero che Samantha conosce nella quarta stagione, lavorando per lui. I due hanno una relazione prima sessuale e poi più profonda, che spinge Samantha a scegliere una «relazione esclusiva» con lui, quando capisce, suo malgrado, di esserne innamorata. Lui non le aprirà mai realmente il suo cuore, e Samantha lo lascia dopo averlo scoperto a letto con un'altra donna. Richard tornerà e Samantha lo accoglie di nuovo, solo per lasciarlo nuovamente quando capisce di non potersi più fidare di lui. Avrà dubbi ancora per lungo tempo, e quando lo incontra di nuovo, nel periodo in cui sta con Smith, fa ancora sesso con lui. Dopo si pente e lo lascia per sempre.

### Smith Jerrod
Interpretato da Jason Lewis, è l'ultimo ragazzo di Samantha. Molto più giovane della sua compagna, Smith, di professione cameriere ma aspirante attore, riesce come mai nessun altro prima a conquistare il cuore della scatenata Samantha, e la converte alle relazioni stabili, rimanendole vicino nei momenti bui della sua malattia. Nelle ultime puntate della serie Samantha lo tradisce con il magnate Richard Wright, ma lui la perdona e la coppia resta unita.
Rimangono insieme per 5 anni fino a quando Samantha capisce che la sua natura non è avere una relazione monogama pronunciando le famose parole “I love you, but I love me more” (primo film dopo la serie) così la storia finisce ma i due comunque rimangono in buoni rapporti.